# Březová nad Svitavou
Březová nad Svitavou − miasto w Czechach,  na Morawach, w kraju pardubickim. 
Według danych z 1 stycznia 2024, liczba mieszkańców miasta wynosi 1614 osób (929. miejsce w kraju wśród miejscowości; 539. miejsce wśród miast).
Březová leży na Morawach, nad rzeką Svitavą.
W mieście jest stacja kolejowa Březová nad Svitavou.

## Demografia
| Rok             | 1970 | 1980 | 1991 | 2001 | 2003 | 2008 | 2016 | 2024 |
| --------------- | ---- | ---- | ---- | ---- | ---- | ---- | ---- | ---- |
| Liczba ludności | 1490 | 1500 | 1376 | 1379 | 1518 | 1735 | 1719 | 1614 |

Źródło: Czeski Urząd Statystyczny